# تولدی دیگر
تولدی دیگر نام مجموعه‌شعری فروغ فرخزاد است که ۳۵ قطعه شعر دارد.
چاپ اول آن در سال ۱۳۴۲ منتشر شد و شعرهایی از فروغ را از سال ۱۳۳۸ تا ۱۳۴۲ دربردارد. ناشر آن انتشارات مروارید بود.
تقدیم‌نامهٔ اول کتاب (به: ا. گ) شایعهٔ رابطهٔ نزدیک فروغ با ابراهیم گلستان را که مدت‌ها در محافل ادبی ایران مطرح بود تأیید کرد. به‌نظر بسیاری، تولدی دیگر بهترینِ مجموعه‌شعرهای فروغ فرخزاد و یکی از بهترین مجموعه‌های شعر معاصر ایران است.
در واقع، تولدی دیگر به‌مثابهٔ یک آغاز جدید برای فروغ بود. دغدغه‌های زن ایرانی و به‌طور کلی زن به معنای عام در این مجموعه منعکس شده‌است.

## شعرها
- آن روزها
- گذران
- آفتاب می‌شود
- روی خاک
- شعر سفر
- باد ما را خواهد برد
- غزل
- در آب‌های سبزِ تابستان
- میان تاریکی
- بر او ببخشایید
- دریافت
- وصل
- عاشقانه
- پرسش
- جمعه
- عروسک کوکی
- تنهایی ماه
- معشوق من
- در غروبی ابدی
- مرداب
- آیه‌های زمینی
- هدیه
- دیدار در شب
- وهم سبز
- فتح باغ
- گل سرخ
- به علی گفت مادرش روزی
- پرنده فقط یک پرنده بود
- ای مرز پرگهر
- به آفتاب سلامی دوباره خواهم داد
- من از تو می‌مردم
- تولدی دیگر

## اهمیت
محمد حقوقی این دفتر شعر را شروع دوره دوم شاعری فروغ فرخزاد می‌داند و معتقد است فروغ با اتکا به شش عامل استعداد، جسارت، ارتباط با نخبگان، مطالعه، سفر به خارج و آشنایی با سینما توانست توانست این مرحله تکامل را پشت سر بگذارد.